# Campo Santo
Campo Santo Productions LLC — американський розробник відеоігор, що базується в Белв'ю, штат Вашингтон. Заснований у вересні 2013 року Шоном Ванаманом, Джейком Родкіним, Нелсом Андерсоном і Оллі Моссом, студія найбільш відома своєю дебютною грою Firewatch, випущеною в 2016 році. У квітні 2018 року компанія була придбана Valve.

## Історія
Шон Ванаман і Джейк Родкін обидва працювали в Telltale Games як співавтори The Walking Dead 2012 року, яка вважалася першим кроком Telltale до більш наративного типу епізодичної пригодницької гри. Гра мала критичний успіх, і в той час як з'явилися інші проєкти, Ванаман почав відчувати себе занадто комфортно у своїй ролі в Telltale, і відчував, що він був би більш мотивованим, якби в його обов'язках було більше дискомфорту або ризику. Після розмови про цю ідею з Родкіном вони покинули компанію та 18 вересня 2013 заснували Campo Santo, до них приєдналися дизайнер Mark of the Ninja Нелс Андерсон і художник-графік Оллі Мосс. Невдовзі до команди також приєдналися художниця з питань навколишнього середовища Джейн Нґ і дизайнер і композитор Кріс Ремо, який також працював з Ванаманом і Родкіном над подкастом Idle Thumbs.
Незабаром після цього вони оголосили, що Panic підтримає їхній дебютний проєкт. Наслідучи картину Мосса, Нґ адаптувала естетичний стиль картини для 3D-середовища використовуючи кольори та натхнення як з реклами Нового курсу, так і з іконок Служби національних парків а також з походу в Національному парку Єллоустоун, під час якого команда відвідала збережену пожежну оглядову вежу 2 милі (3,2 км) від кемпінгу. Зрештою, розробка призвела до анонсу Firewatch у березні 2014 року, випуск якої спочатку був запланований на 2015.
У серпні 2014 року на PAX West було випущено демо-версію гри Firewatch, яка розкривала загальний сюжет та історію пожежного наглядача на ім'я Генрі в Національному лісі Шошон у 1989 році. Гра була випущена для Windows, PlayStation 4, macOS, Linux і Xbox One наприкінці 2016 року. Гра отримала позитивні відгуки критиків і була номінально відома поряд з іншими «симуляторами ходьби». Оригінальна музика до Firewatch від Кріса Ремо була випущена в цифровому вигляді разом із грою та отримала вініловий реліз пізніше у 2016 році.
У лютому 2016 року Ванаман заявив, що наступна гра Campo Santo не буде продовженням Firewatch. У вересні 2016 року Campo Santo та Good Universe оголосили про партнерство для створення повнометражної екранізації Firewatch та іншого контенту. У листопаді 2016 року компанія заявила, що фізичний реліз гри почнеться обмеженим тиражем до кінця року. У той же час було оголошено, що Firewatch була продана понад мільйонним тиражем.
У червні 2016 року Ford Motor Company використала зображення, яке дуже нагадувало промо-арт з Firewatch, що викликало суперечки з боку Panic, Ванамана та інших. Незабаром після цього компанія Quirk Auto Dealers вибачилася, заявивши, що Ford не брав участі в плануванні реклами.
У вересні 2017 року Шон Ванаман написав у Твіттері, що він опублікує Закон про захист авторських прав у цифрову епоху (DMCA) на стримера PewDiePie, що проходив Firewatch у відповідь на використання ним расистської образи під час трансляції PlayerUnknown's Battlegrounds. Цей крок викликав негативну реакцію з боку ігрової спільноти, і Firewatch зазнала «бомбардування рецензіями» в Steam. Ars Technica зазначила, що компанія раніше заявляла на своєму веб-сайті, що вони дали відкритий дозвіл на трансляцію та монетизацію відео, зроблених під час гри.
21 квітня 2018 року Campo Santo оголосила, що їх придбала Valve і згодом переїде до штаб-квартири Valve у Белв'ю, штат Вашингтон, і продовжить гру In the Valley of Gods as a Valve. За словами Ванамана та Родкіна, після успіху Firewatch вони почали внутрішні дискусії щодо того, куди вони хочуть повести свою компанію. Ці дискусії тривали неофіційно з третіми сторонами, включаючи Робіна Вокера, Еріка Джонсона та Скотта Лінча з Valve. Ці співробітники Valve припустили, що Campo Santo може зберегти свій власний напрямок, але повністю перебувати в Valve, але все ще спиратися на знання та досвід Valve. Ванаман і Родкін більш офіційно обговорили це з Valve, що зрештою призвело до придбання.
Розробку In The Valley of Gods призупинили в липні 2019 року частково через те, що головний сценарист Шон Ванаман перейшов до команди сценаристів Half-Life: Alyx, про яку на той час не було оголошено громадськості. У листопаді 2019 року журналісти помітили, що Клер Хаммел, Джейн Нг і Родкін видалили In The Valley of Gods зі своїх профілів у Twitter. Гра також зникла з веб-сайту Campo Santo, а оригінальний анонс-трейлер став приватним на YouTube, хоча веб-сайт і сторінка профілю Steam все ще були доступні. Пізніше Родкін повідомив, що розробка була призупинена, оскільки він та інші дизайнери гри були зайняті роботою над іншими проєктами у Valve, такими як Half-Life: Alyx, Dota Underlords і Steam.

## Ігри
| Рік  | Назва                 | Видавець                | Платформа                                                       | Примітки                         |
| ---- | --------------------- | ----------------------- | --------------------------------------------------------------- | -------------------------------- |
| 2016 | Firewatch             | Panic Inc., Campo Santo | Windows, macOS, Linux, PlayStation 4, Xbox One, Nintendo Switch |                                  |
| TBA  | In the Valley of Gods | Кампо Санто             | Windows, macOS, Linux                                           | Розробка призупинена з 2019 року |